# Leptodrassus strandi
Leptodrassus strandi är en spindelart som beskrevs av Lodovico di Caporiacco 1947. Leptodrassus strandi ingår i släktet Leptodrassus och familjen plattbuksspindlar.
Artens utbredningsområde är Etiopien. Inga underarter finns listade i Catalogue of Life.